# Saturnino Arrúa
Saturnino Arrúa   (Itá, 7 d'abril de 1949) fou un futbolista paraguaià de la dècada de 1970.
Fou 35 cops internacional amb la selecció del Paraguai.
Pel que fa a clubs, defensà els colors de Cerro Porteño i Real Zaragoza. Al club aragonès formà juntament amb Carlos Diarte i Felipe Ocampos la davantera coneguda com els Zaraguayos.
Posteriorment fou entrenador.